# Церква Собору святого Івана Хрестителя (Савелівка)
Церква Собору святого Івана Хрестителя в Савелівці — парафія і храм греко-католицької громади Монастириського деканату Бучацької єпархії Української греко-католицької церкви в селі Савелівка Чортківського району Тернопільської области.

## Історія церкви
Перші згадки про церкву в селі Савелівка (раніше Савалуски) датуються другою половиною XIX століття. До 1878 року віряни належали до парафії села Ковалівка. Церква, збудована з каменю, була освячена у 1878 році.
Історія храму пов'язана з явленням Пресвятої Діви Марії місцевому дідичу біля джерельця на дубі. З того часу це місце стало відпустовим. У 1873 році Папа Пій IX офіційно проголосив Савелівку місцем паломництва. На свято Преображення Господнього сюди з’їжджалися віряни з усієї Західної України, але у 1950 році радянська влада заборонила ці паломництва.
Дідич, якому з'явилася Богородиця, планував збудувати велику церкву, але не встиг. На його кошти мешканці села звели менший, але діючий храм.
У 1989 році на місці джерела збудували капличку та встановили хрест.
У 2003 році під керівництвом о. Олега Червака церковний комітет розпочав будівництво Хресної дороги, яке завершили у 2004 році.
Того ж року за ініціативи о. Червака була виготовлена копія чудотворної ікони Пресвятої Богородиці, яка стала запрестольною. Її освятили в першу неділю травня 2004 року.
Храм Собору Святого Івана Хрестителя славиться чудотворною іконою Богородиці. І сьогодні сюди прибувають паломники.
З 1946 по 1958 рік парафія належала до РПЦ, а з 1958 по 1990 рік храм був закритий.
Щомісяця на парафії проводиться Хресна дорога.
Діють спільноти: «Матері в молитві», братство «Апостольство молитви» та Вівтарна дружина.
У власності парафії є проборство.

## Парохи
о. Микола Красіцький (1878—1941),
о. Роман Гузан (1941—1943),
о. Юрій Тодоров (1943—1958),
о. Петро Хомета (1989—2002),
о. Олег Червак (2002—2011),
о. Богдан Винницький (2011—2014),
о. Степан Попроцький (з 29 червня 2014).